# Bistrița-Năsăud
Bistrița-Năsăud är ett län (județ) i Rumänien med 328 685 invånare (2018). Det har 1 municipiu, 3 städer och 56 kommuner

## Municipiu
- Bistrița

## Städer
- Beclean
- Năsăud
- Sângeorz-Băi

## Kommuner
| - Bistrița Bârgăului - Braniștea - Budacu de Jos - Budești - Căianu Mic - Cetate - Chiochiș - Chiuza - Ciceu-Giurgești - Ciceu-Mihăiești - Colibița - Cormaia - Coșbuc - Dumitra | - Dumitrița - Feldru - Galații Bistriței - Ilva Mare - Ilva Mică - Josenii Bârgăului - Leșu - Lechința - Livezile - Lunca Ilvei - Măgura Ilvei - Maieru - Matei - Măgura Ilvei | - Mărișelu - Miceștii de Câmpie - Milaș - Monor - Negrilești - Nimigea - Nușeni - Parva - Petru Rareș - Poiana Ilvei - Prundu Bârgăului - Rebra - Rebrișoara - Rodna | - Romuli - Runcu Salvei - Rusu de Sus - Rusu de Jos - Salva - Sărățel - Sânmihaiu de Câmpie - Șieu - Șieu-Odorhei - Șieu-Măgheruș - Șieuț - Șintereag - Silivașu de Câmpie - Suplai | - Spermezeu - Șanț - Târlișua - Teaca - Telciu - Tiha Bârgăului - Uriu - Urmeniș - Zagra |